# Pfannengräberkultur

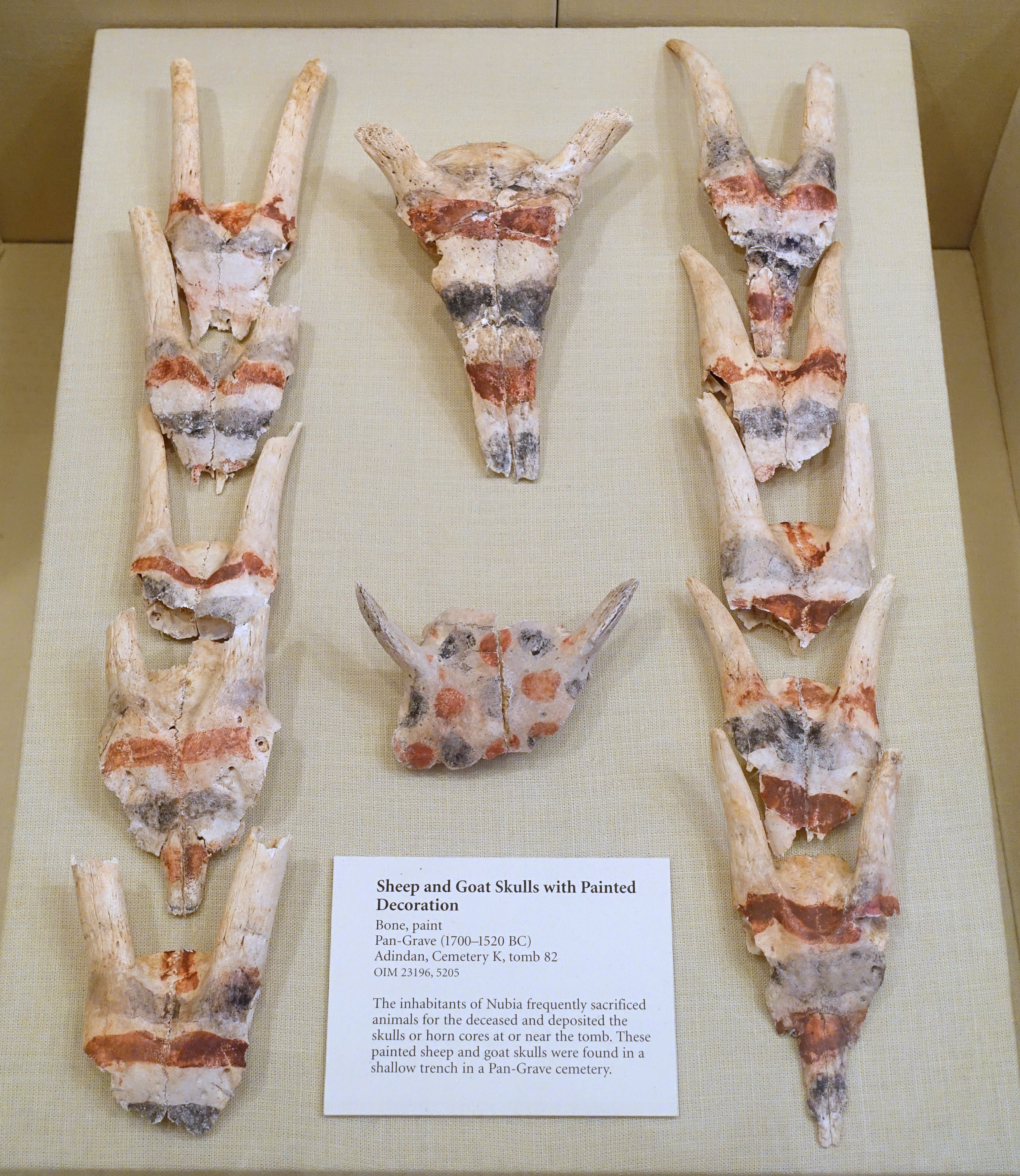
Bemalte Schafs- und Ziegenschädel der Pfannengräberkultur aus einem Grab bei Abindan

Die Pfannengräberkultur ist eine ab dem 18. Jahrhundert v. Chr. in Unternubien und Oberägypten auftretende archäologische Kultur. Ihre Gräber sind Hockergräber und zeichnen sich durch runde Gruben mit niedrigen schuttberingten Grabhügeln, flachen Opfergruben und Gräben mit bemalten Ziegenschädeln aus. Zu den Grabbeigaben gehören schwarz beschichtete und mit markantem Ritzdekor versehene Gefäße. Die Begräbnisse, deren Besitzer mit den Medjai identifiziert wurden, weisen mit der Zeit immer mehr Merkmale ägyptischer Gräber auf und sind ab der 18. Dynastie kaum noch von diesen zu unterscheiden. 
Die Töpferware der Pfannengräberkultur hat große Ähnlichkeiten mit der einfachen Keramik der Kerma-Kultur in Obernubien und ist sowohl in Ägypten als auch in Nubien weit verbreitet. Zur Zeit der 17. Dynastie tauchte der Keramiktyp auch in Atbai im östlichen Sudan auf, womit die Medjai ein ähnliches Verbreitungsgebiet hatten wie die modernen  Bedscha.
Im Wadi as-Subu' und in Amada sind zwei befestigte ringförmige Steindörfer erhalten, die wahrscheinlich als Verteidigungsanlagen gegen die thebanischen Herrscher der 17. Dynastie dienten.